# Bey (titre)
Pour les articles homonymes, voir Bey.
Ne doit pas être confondu avec Dey.
Bey est un titre turc désignant à l'origine un chef de clan. Historiquement, de nombreux chefs ottomans (turcs, perses, albanais, bosniaques ou nord-africains) furent appelés bey, beg ou bek.
« Beylicat » désigne à la fois le pouvoir et le territoire (beylik) sur lequel s'exerce le pouvoir du bey.
Il s'agit du même mot désignant un chef qui apparaît aussi dans les titres militaires de beylerbey (gouverneur de province) et de sandjakbey (chef de régiment).

## Histoire
Sous l'Empire ottoman (1299–1923), les beys étaient des sortes de préfets de l'Empire dans les provinces éloignées, appelées beyliks. Avant 1363, les dirigeants étaient aussi appelés « bey », contrairement à leurs successeurs qui s'étaient attribué le titre de « sultan ». Bey est un terme ancien qui vient du mot turc beg puis pour les Mongols). À l’origine, ce mot signifie « chef de clan » et est l’équivalent de ce que l’Occident appelle seigneur, et il sert à qualifier les nobles personnages. Il peut aussi entrer dans la composition de noms propres. Une des plus grandes distinctions de l’empire est le titre de beylerbey qui qualifie originellement un commandant en chef, puis le gouverneur d’une ou plusieurs provinces et qui peut être traduit par « grand émir ».
Ce titre avait jadis la plus haute importance : c'était le seul titre d'un grand nombre de souverains turcomans ou de khans tartares, et entre autres de Tamerlan.
Au XIXe siècle, il n'est plus guère usité qu'après les noms propres comme titre honorifique et se donne aux chefs de distinction, aux fils de pachas et même à des étrangers. Dans l'armée il répond au grade de colonel.

## Tunisie
Parmi les beys de l'Empire ottoman, le bey de Tunis possède un véritable pouvoir, gouvernant de facto la Tunisie de façon autonome. Le protectorat français limite ce pouvoir tout en maintenant la dynastie en place. Lors de l'indépendance, proclamée en 1956, le bey est affaibli, et la direction du pays passe entre les mains du parti Néo-Destour d'Habib Bourguiba. La république est proclamée l'année suivante, abolissant officiellement le pouvoir beylical.

## Albanie
Ce titre fut aussi utilisé en Albanie (albanais : bej, be ou beu, donnant « beg » en français), d'abord pour désigner des dignitaires de l'Empire, puis utilisé par des seigneurs locaux sans rapport avec la hiérarchie ottomane (dont l'exemple le plus connu est le héros national albanais Skanderbeg), et même après l'indépendance en 1912.

## Algérie

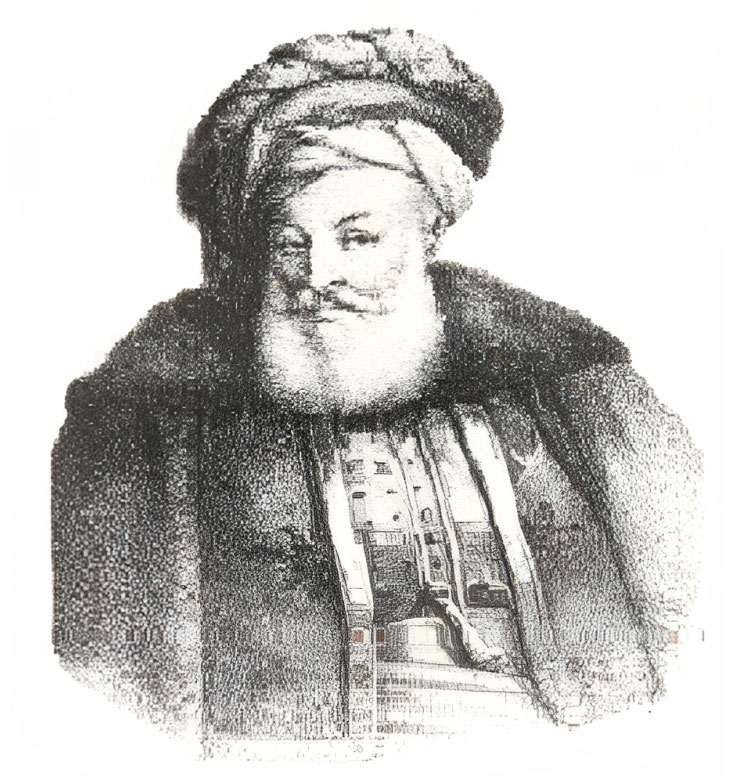
Portrait d'Ahmed Bey, dernier bey du Beylik de Constantine.

La régence d'Alger était organisée en trois beyliks : celui de l'Est, celui de l'Ouest et celui du Titteri. Chacun des beyliks était gouverné par un bey inféodé au dey d'Alger, lui-même inféodé de façon purement nominale au sultan ottoman.

### Source partielle
- Marie-Nicolas Bouillet  et Alexis Chassang (dir.), « Bey » dans Dictionnaire universel d’histoire et de géographie, 1878 (lire sur Wikisource).